# Gelbkehlchen
Die Gelbkehlchen (Geothlypis) sind eine aus 15 Arten bestehende Gattung aus der Familie der Waldsänger (Parulidae).

## Merkmale
Im Erscheinungsbild ähneln sich die Arten mit Ausnahme des Wiesengelbkehlchens (Geothlypis poliocephala) stark. Das Oberseitengefieder ist meist olivgrün bis olivgelb; das Unterseitengefieder gelb und der Schnabel schwarz. Charakteristisch bei den adulten männlichen Exemplare ist die schwarze Gesichtsmaske, die sich deutlich vom restlichen Federkleid absetzt. Ein weiteres hervorstechendes Merkmal bei den meisten männlichen Vertretern ist ein Stirnkronenband, das an der schwarzen Gesichtsmaske angrenzt und sich gewöhnlich bis zu den Nackenseiten und den Ohrendecken zieht.

## Vorkommen, Ernährung und Fortpflanzung
Gelbkehlchen sind mit Ausnahme des Maskengelbkehlchens (Geothlypis aequinoctialis) und dem Weidengelbkehlchen (Geothlypis trichas) Standvögel. Das Verbreitungsgebiet erstreckt sich von Nordamerika über Mittelamerika bis Südamerika. Vier Vertreter dieser Gattung sind in Mexiko endemisch. Überwiegend befinden sich die Lebensräume in Sümpfen und weiteren Feuchtgebieten. Ihr tiefes, napfförmiges Nest legen sie gut versteckt im Gras oder anderen niederen Bereichen der Vegetation an. Sie ernähren sich vorwiegend von Insekten und weiteren Wirbellosen.

## Arten
| - Bahamagelbkehlchen (Geothlypis rostrata) - Bairdgelbkehlchen (Geothlypis bairdi) - Berggelbkehlchen (Geothlypis nelsoni) - Chiriquígelbkehlchen (Geothlypis chiriquensis) - Dickichtwaldsänger (Geothlypis tolmiei) - Goldscheitel-Gelbkehlchen (Geothlypis flavovelata) - Graukopf-Waldsänger (Geothlypis philadelphia) - Kentuckygelbkehlchen (Geothlypis formosa) | - Maskengelbkehlchen (Geothlypis aequinoctialis) - Ockerbrust-Gelbkehlchen (Geothlypis speciosa) - Olivscheitel-Gelbkehlchen (Geothlypis semiflava) - Schwarzaugen-Gelbkehlchen (Geothlypis auricularis) - Sumpfgelbkehlchen (Geothlypis beldingi) - Weidengelbkehlchen (Geothlypis trichas) - Wiesengelbkehlchen (Geothlypis poliocephala) |